# باشکا وودا
باشکا وودا (به لاتین: Baška Voda) یک منطقهٔ مسکونی در کرواسی است که در شهرستان اسپلیت-دالماسی واقع شده‌است. باشکا وودا ۱۹ کیلومتر مربع مساحت و ۲٬۷۷۵ نفر جمعیت دارد.